# 加里·亚历山大
加里·R·亚历山大（英語：Gary R. Alexander，1969年11月1日—），美国NBA联盟前职业篮球运动员。